# Луций Сикций Дентат
Лу́ций Си́кций Дента́т (лат. Lucius Siccius/Sicinius Dentatus; родился, предположительно, в 514 году до н. э. — убит в 449 году до н. э.) — легендарный древнеримский ветеран, прозванный «римским Ахиллом», занимавший в 454 году до н. э. должность народного трибуна.

## Биография
Луций Сикций принял участие в 120 битвах и 80 поединках, в которых был ранен 45 раз. За боевые заслуги он получил 18 «hastae purae» (почётное копьё), 25 фалер, 83 ожерелья («torques»), более 160 браслетов (армилл), 14 гражданских корон (coronae civica), 8 «coronae aureae» (золотой венок за победу в единоборстве над противником; имеется в виду личное единоборство перед битвой, упоминается восьмикратным победителем), 3 «coronae murales» (венок за то, что первым взошёл на вражескую стену) и одну «corona obsidionalis» (осадный венок — наивысшая награда у римлян; до гражданских войн I века до н.э. её удостаивалось 5, по другим данным 8, римских полководцев). Был предательски убит в спину по личному указанию децемвира Квинта Фабия Вибулана во время разведывательной вылазки.
Прослужив в низких чинах (по тогдашним законам, плебеи в войске, несмотря на свои заслуги и героизм, не могли занимать высоких рангов), Дентат воплотил героизм и стойкость низших слоёв.
Коллегой Луция по трибунату являлся некто Гай Кальвий Цицерон — первый, письменно зафиксированный в источниках, магистрат с таким прозвищем, обвинивший консуляра (бывшего консула) Тита Ромилия в присвоении военной добычи, ввиду чего тот был осуждён.

## Примечание
1. ↑  Тит Ливий. История Рима от основания Города, III, 31 (5)